# Rhyacophila tonneri
Rhyacophila tonneri là một loài Trichoptera trong họ Rhyacophilidae. Chúng phân bố ở miền Cổ bắc.